# Кото-сюр-Луар
Кото-сюр-Луар (фр. Coteaux-sur-Loire) — муніципалітет у Франції, у регіоні Центр — Долина Луари, департамент Ендр і Луара. Кото-сюр-Луар утворено 1 січня 2017 року шляхом злиття муніципалітетів Енгранд-де-Турен, Сен-Мішель-сюр-Луар i Сен-Патрис. Адміністративним центром муніципалітету є Сен-Патрис. Населення — 1879 осіб (01.01.2021).